# Leichtathletik-Europameisterschaften 1974/1500 m der Frauen

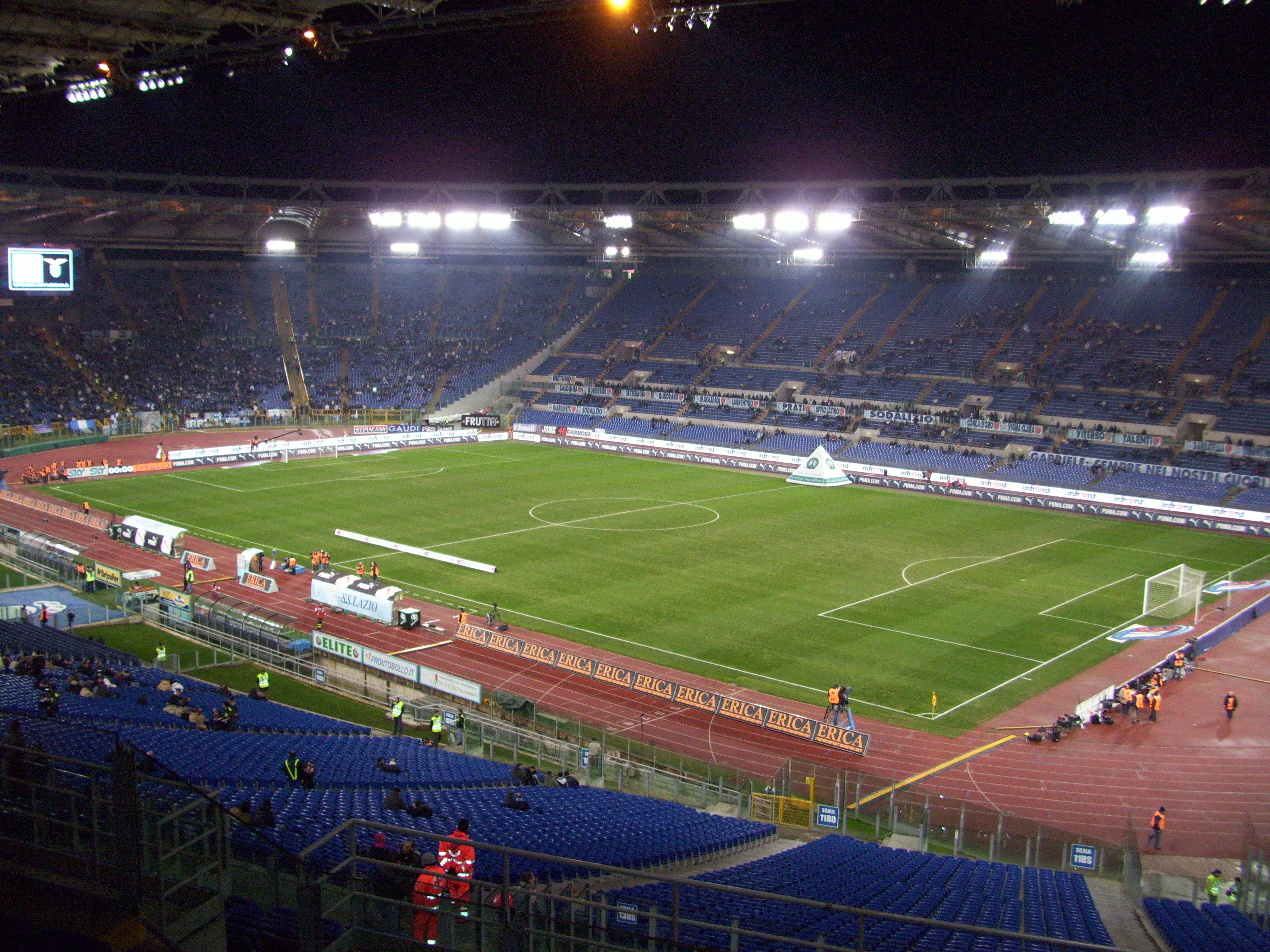
Das Olympiastadion von Rom im Jahr 2009

Der 1500-Meter-Lauf der Frauen bei den Leichtathletik-Europameisterschaften 1974 wurde am 6. und 8. September 1974 im Olympiastadion von Rom ausgetragen.
Auf den ersten beiden Plätzen gab es die umgekehrte Reihenfolge im Vergleich zum Rennen über 800 Meter. Europameisterin wurde die Olympiazweite von 1972 und Vizeeuropameisterin von 1971 Gunhild Hoffmeister aus der DDR, die über 800 Meter 1972 außerdem Olympiadritte war. Platz zwei belegte die Bulgarin Liljana Tomowa. Bronze ging an die Norwegerin Grete Andersen.

## Rekorde

### Bestehende Rekorde
| Weltrekord           | 4:01,38 min | Ljudmila Bragina | OS München, BR Deutschland (heute Deutschland) | 9. September 1972 |
| Europarekord         | 4:01,38 min | Ljudmila Bragina | OS München, BR Deutschland (heute Deutschland) | 9. September 1972 |
| Meisterschaftsrekord | 4:09,62 min | Karin Burneleit  | EM Helsinki, Finnland                          | 15. August 1971   |

### Rekordverbesserungen
Der bestehende EM-Rekord wurde verbessert. Außerdem gab es vier neue Landesrekorde.
- Meisterschaftsrekord:
  - 4:02,25 min – Gunhild Hoffmeister (DDR), Finale am 8. September
- Landesrekorde:
  - 4:02,25 min – Gunhild Hoffmeister (DDR), Finale am 8. September
  - 4:04,97 min – Liljana Tomowa (Bulgarien), Finale am 8. September
  - 4:05,21 min – Grete Andersen (Norwegen), Finale am 8. September
  - 4:11,61 min – Carmen Valero (Spanien), Finale am 8. September

## Legende
- CR: Championshiprekord
- NR: Nationaler Rekord
- DR: Deutscher Rekord
- DNS: nicht am Start (did not start)

## Vorrunde
6. September 1974, 18:15 Uhr
Die Vorrunde wurde in drei Läufen durchgeführt. Die ersten drei Athletinnen pro Lauf – hellblau unterlegt – sowie die darüber hinaus drei zeitschnellsten Läuferinnen – hellgrün unterlegt – qualifizierten sich für das Finale. Alle Sportlerinnen, die über die Zeitregel das Finale erreichten, rekrutierten sich aus dem zweiten Rennen.

### Vorlauf 1

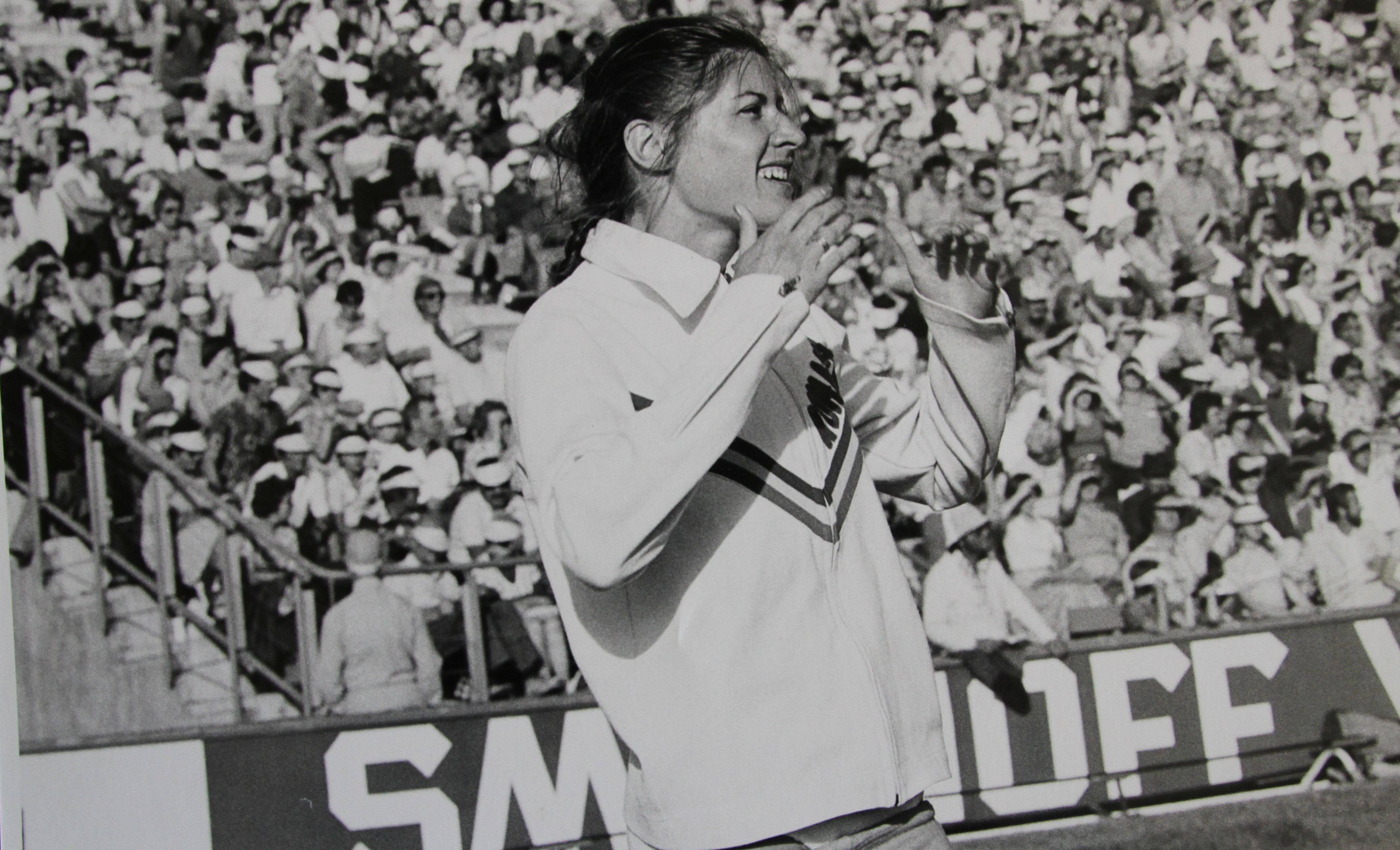
Natalia Mărăşescu. sechs Tage zuvor Vierte über 3000 Meter, verfehlte das Finale im ersten Vorlauf um einen Rang – vier Jahre später wurde sie Vizeeuropameisterin über 1500 und 3000 Meter
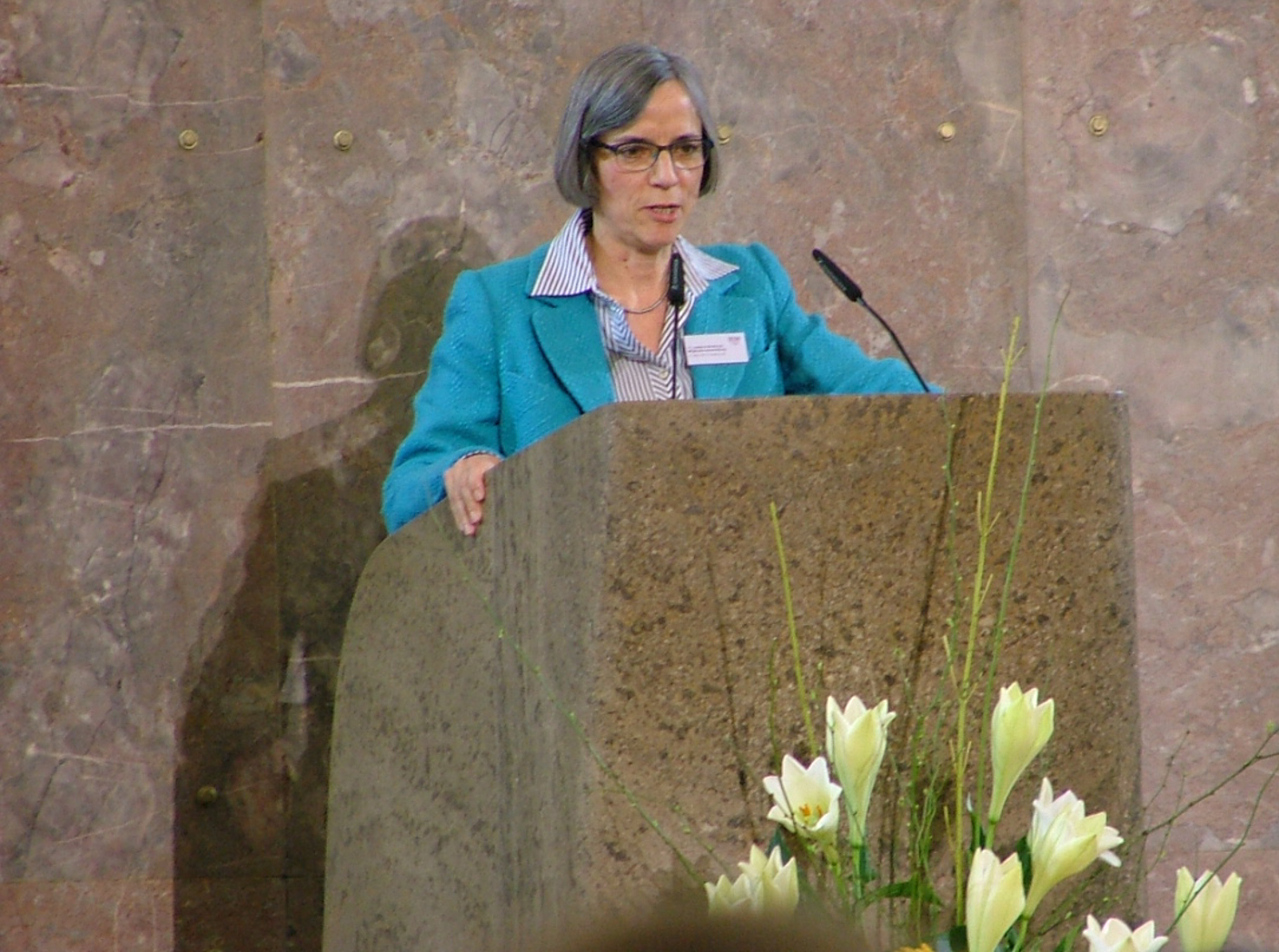
Sylvia Schenk (hier bei der Mitgliederversammlung des DOSB 2015) schied im ersten Vorlauf aus

| Platz | Name                 | Nation         | Zeit (min) |
| ----- | -------------------- | -------------- | ---------- |
| 1     | Gunhild Hoffmeister  | DDR            | 4:11,7     |
| 2     | Gabriella Dorio      | Italien        | 4:12,1     |
| 3     | Tamara Pangelowa     | Sowjetunion    | 4:12,8     |
| 4     | Natalia Mărăşescu    | Rumänien       | 4:14,1     |
| 5     | Rumjana Tschawdarowa | Bulgarien      | 4:15,1     |
| 6     | Czesława Surdel      | Polen          | 4:18,7     |
| 7     | Wenche Sorum         | Norwegen       | 4:19,3     |
| 8     | Loa Olafsson         | Dänemark       | 4:28,0     |
| 9     | Sylvia Schenk        | BR Deutschland | 4:30,1     |

### Vorlauf 2
| Platz | Name               | Nation         | Zeit (min) |
| ----- | ------------------ | -------------- | ---------- |
| 1     | Tatjana Kasankina  | Sowjetunion    | 4:11,4     |
| 2     | Liljana Tomowa     | Bulgarien      | 4:11,5     |
| 3     | Ellen Wellmann     | BR Deutschland | 4:11,5     |
| 4     | Gunilla Lindh      | Schweden       | 4:11,5     |
| 5     | Ulrike Klapezynski | DDR            | 4:11,7     |
| 6     | Carmen Valero      | Spanien        | 4:13,0     |
| 7     | Sonja Castelein    | Belgien        | 4:13,2     |
| 8     | Nina Holmén        | Finnland       | 4:14,6     |

### Vorlauf 3
| Platz | Name               | Nation         | Zeit (min) |
| ----- | ------------------ | -------------- | ---------- |
| 1     | Grete Andersen     | Norwegen       | 4:11,5     |
| 2     | Joyce Smith        | Großbritannien | 4:12,0     |
| 3     | Karin Burneleit    | DDR            | 4:13,2     |
| 4     | Nikolina Schterewa | Bulgarien      | 4:14,7     |
| 5     | Mary Purcell       | Irland         | 4:15,1     |
| 6     | Ljudmila Bragina   | Sowjetunion    | 4:17,8     |
| 7     | Silvana Cruciata   | Italien        | 4:22,6     |

## Finale

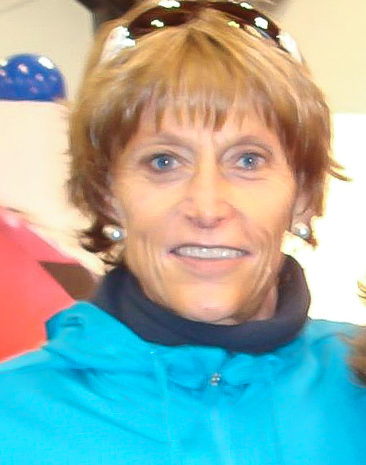
Grete Andresen, spätere Grete Waitz, gewann die Bronzemedaille – im weiteren Verlauf ihrer Karriere wurde sie eine Weltklasse-Marathonläuferin
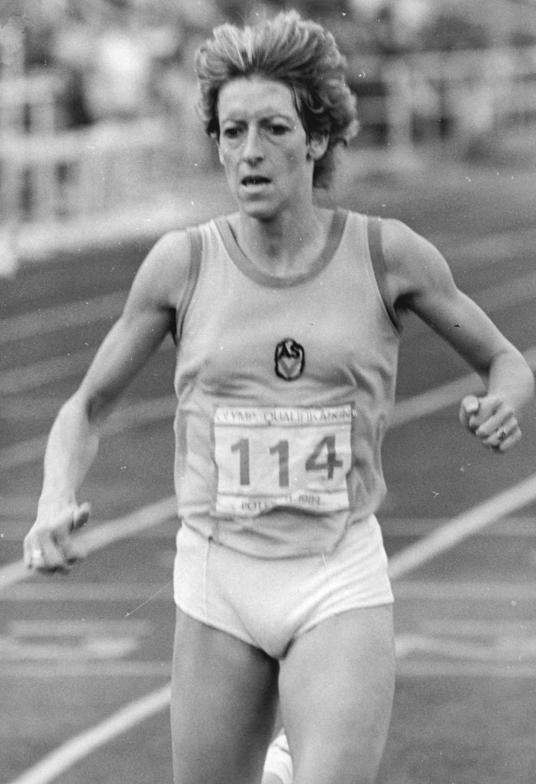
Ulrike Klapezynski, spätere Ulrike Bruns, erreichte Platz sechs
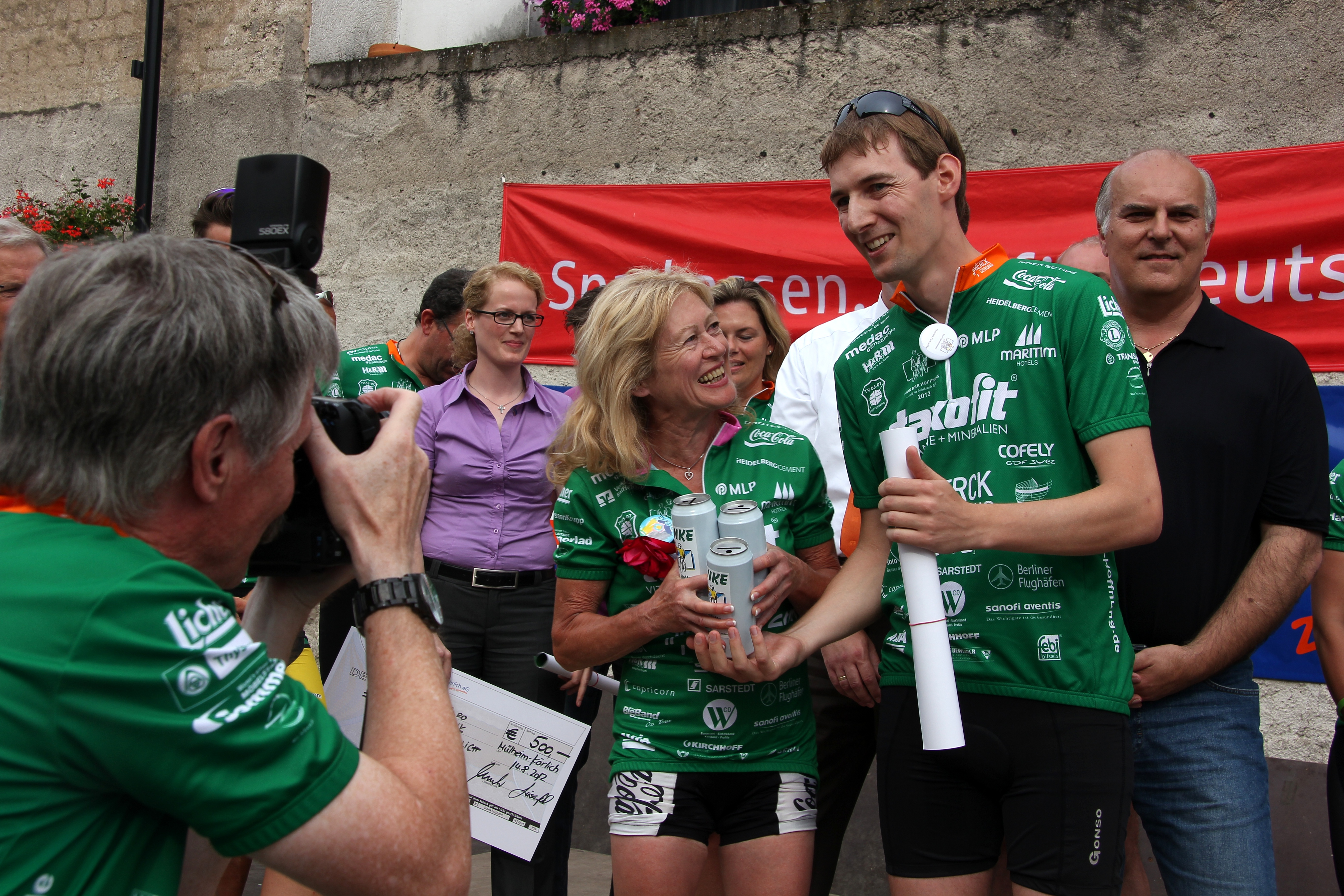
Ellen Wellman (hier im Jahr 2012), spätere Ellen Wessinghage, wurde Zehnte – als Ellen Tittel war sie 1971 EM-Dritte

8. September 1974, 17:00 Uhr
| Platz | Name                | Nation         | Zeit (min)    |
| ----- | ------------------- | -------------- | ------------- |
| 1     | Gunhild Hoffmeister | DDR            | 4:02,25 CR/DR |
| 2     | Liljana Tomowa      | Bulgarien      | 4:04,97 NR    |
| 3     | Grete Andersen      | Norwegen       | 4:05,21 NR    |
| 4     | Tatjana Kasankina   | Sowjetunion    | 4:05,94       |
| 5     | Tamara Pangelowa    | Sowjetunion    | 4:09,93       |
| 6     | Ulrike Klapezynski  | DDR            | 4:10,54       |
| 7     | Carmen Valero       | Spanien        | 4:11,61 NR    |
| 8     | Joyce Smith         | Großbritannien | 4:12,26       |
| 9     | Gabriella Dorio     | Italien        | 4:12,7        |
| 10    | Ellen Wellmann      | BR Deutschland | 4:16,3        |
| 11    | Gunilla Lindh       | Schweden       | 4:17,5        |
| DNS   | Karin Burneleit     | DDR            |               |